# المصارعة في الألعاب الإفريقية 2019
أقيمت المصارعة في الألعاب الأفريقية 2019 في الفترة من 28 إلى 30 أغسطس 2019 في الجديدة، المغرب.

## الدول المشاركة
- الجزائر (15)
- بوركينا فاسو (4)
- الكاميرون (6)
- تشاد (9)
- جمهورية الكونغو (2)
- جمهورية الكونغو الديمقراطية (13)
- مصر (18)
- غينيا (3)
- غينيا بيساو (3)
- ساحل العاج (10)
- كينيا (10)
- مدغشقر (2)
- موريشيوس (4)
- المغرب (11)
- ناميبيا (2)[1]
- نيجيريا (16)[2]
- السنغال (8)
- سيراليون (4)
- السودان (3)
- تونس (13)[2]

## جدول الميداليات
*   البلد المضيف ( المغرب)
| المرتبة | فريق                              | ذهبية | فضية | برونزية | المجموع |
| ------- | --------------------------------- | ----- | ---- | ------- | ------- |
| 1       | نيجيريا (NGR)                     | 7     | 4    | 1       | 12      |
| 2       | مصر (EGY)                         | 5     | 4    | 6       | 15      |
| 3       | الجزائر (ALG)                     | 4     | 1    | 5       | 10      |
| 4       | تونس (TUN)                        | 1     | 4    | 4       | 9       |
| 5       | الكاميرون (CMR)                   | 1     | 1    | 2       | 4       |
| 6       | المغرب (MAR)*                     | 0     | 1    | 3       | 4       |
| 7       | السنغال (SEN)                     | 0     | 1    | 1       | 2       |
| 7       | ساحل العاج (CIV)                  | 0     | 1    | 1       | 2       |
| 9       | غينيا بيساو (GBS)                 | 0     | 1    | 0       | 1       |
| 10      | جمهورية الكونغو الديمقراطية (COD) | 0     | 0    | 2       | 2       |
| 11      | جمهورية الكونغو (CGO)             | 0     | 0    | 1       | 1       |
| 11      | غينيا (GUI)                       | 0     | 0    | 1       | 1       |
| المجموع | المجموع                           | 18    | 18   | 27      | 63      |

## ملخص الميدالية

### السباحة الحرة للرجال
| الألعاب | الذهبية                      | الفضية                       | البرونزية                              |
| ------- | ---------------------------- | ---------------------------- | -------------------------------------- |
| 57 كلغ  | عبد الحق خرباش · الجزائر     | Ebikewenimo Welson · نيجيريا | شاكير أنصاري ‏ · المغرب                 |
| 57 كلغ  | عبد الحق خرباش · الجزائر     | Ebikewenimo Welson · نيجيريا | Gamal Mohamed · مصر                    |
| 65 كلغ  | Amas Daniel · نيجيريا        | Mbunde Cumba · غينيا بيساو   | عمرو رضا حسين · مصر                    |
| 65 كلغ  | Amas Daniel · نيجيريا        | Mbunde Cumba · غينيا بيساو   | Kaireddine Ben Telili · تونس           |
| 74 كلغ  | Ogbonna John · نيجيريا       | Samy Moustafa · مصر          | Maher Ghanmi · تونس                    |
| 74 كلغ  | Ogbonna John · نيجيريا       | Samy Moustafa · مصر          | Jean Bernard Diatta · السنغال          |
| 86 كلغ  | Ayoub Barraj · تونس          | فاتح بن فرج الله · الجزائر   | Cedric Abossolo · الكاميرون            |
| 86 كلغ  | Ayoub Barraj · تونس          | فاتح بن فرج الله · الجزائر   | Khaled El-Moatamadawi · مصر            |
| 97 كلغ  | Hosam Mohamed Merghany · مصر | Soso Tamarau · نيجيريا       | Aron Mbo · جمهورية الكونغو الديمقراطية |
| 97 كلغ  | Hosam Mohamed Merghany · مصر | Soso Tamarau · نيجيريا       | محمد فرج · الجزائر                     |
| 125 كلغ | Khaled Abdalla · مصر         | Sinivie Boltic · نيجيريا     | Anas Lamkabber · المغرب                |

### المصارعة اليونانية الرومانية للرجال
| Event   | الذهبية                    | الفضية                     | البرونزية                              |
| ------- | -------------------------- | -------------------------- | -------------------------------------- |
| 60 كلغ  | هيثم محمود · مصر           | Fouad Fajari · المغرب      | Abdennour Laouni · الجزائر             |
| 67 كلغ  | محمد إبراهيم كيشو · مصر    | Souleymen Nasr · تونس      | عبد المالك مرابط · الجزائر             |
| 77 كلغ  | عبد الكريم واكلي · الجزائر | Mohamed Zahab Khalil · مصر | زياد آيت أوكرام · المغرب               |
| 87 كلغ  | بشير سيد عزارة · الجزائر   | Mohamed Missaoui · تونس    | محمد متولي (مصارع) · مصر               |
| 87 كلغ  | بشير سيد عزارة · الجزائر   | Mohamed Missaoui · تونس    | Tochukwu Okeke · نيجيريا               |
| 97 كلغ  | آدم بوجملين · الجزائر      | Noureldin Hassan · مصر     | Aron Mbo · جمهورية الكونغو الديمقراطية |
| 130 كلغ | عبد اللطيف محمد · مصر      | Amine Guennichi · تونس     | حمزة حلوي ‏ · الجزائر                   |

### المصارعة الحرة سيدات
| الألعاب | الذهبية                      | الفضية                          | البرونزية                              |
| ------- | ---------------------------- | ------------------------------- | -------------------------------------- |
| 50 كلغ  | Mercy Genesis · نيجيريا      | سارة حمدي · تونس                | N'de Caroline Yapi · ساحل العاج        |
| 50 كلغ  | Mercy Genesis · نيجيريا      | سارة حمدي · تونس                | Ibtissem Doudou · الجزائر              |
| 53 كلغ  | Joseph Essombe · الكاميرون   | Bose Samuel · نيجيريا           | فاتن الهمامي · تونس                    |
| 57 كلغ  | Odunayo Adekuoroye · نيجيريا | Eman Guda Ebrahim · مصر         | Noelle Mbouma Nandzo · جمهورية الكونغو |
| 57 كلغ  | Odunayo Adekuoroye · نيجيريا | Eman Guda Ebrahim · مصر         | سوار بوستة · تونس                      |
| 62 كلغ  | Aminat Adeniyi · نيجيريا     | Berthe Etane Ngolle · الكاميرون | Fatoumata Camara · غينيا               |
| 68 كلغ  | بليسينغ أوبرودودو · نيجيريا  | Anta Sambou · السنغال           | Blandine Ngiri · الكاميرون             |
| 68 كلغ  | بليسينغ أوبرودودو · نيجيريا  | Anta Sambou · السنغال           | سمر عامر · مصر                         |
| 76 كلغ  | Blessing Onyebuchi · نيجيريا | Amy Youin · ساحل العاج          | Mona Ahmed · مصر                       |

وأدينت المصرية حلا أحمد، التي شاركت في سباق 50 كلغ، بتعاطي المنشطات. وذهبت ميداليتها البرونزية إلى ابتسام دودو.

## روابط خارجية
- نتائج
- كتاب النتائج